# Geranomyia bivittata
Geranomyia bivittata là một loài ruồi trong họ Limoniidae. Chúng phân bố ở miền Cổ bắc.